# Interwencja w Gambii

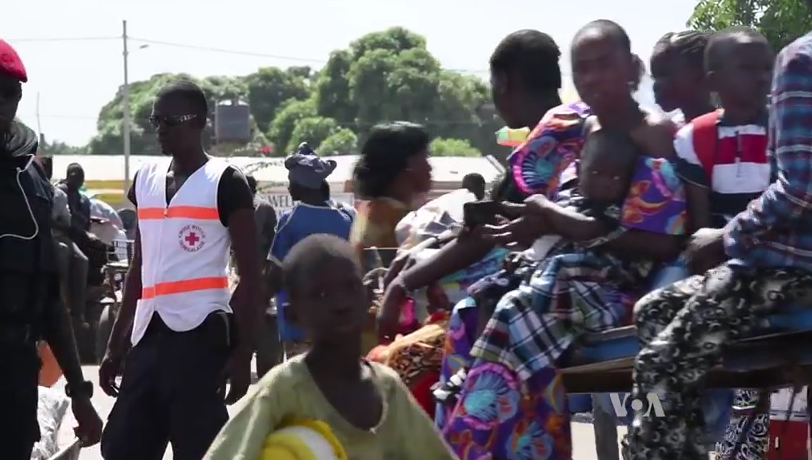
18 stycznia z Gambii uciekło do Senegalu około 45 tysięcy uchodźców

Interwencja w Gambii (kryptonim Odnowa Demokracji) – zaczęła się 19 stycznia 2017 roku, a skończyła dwa dni później. 18 stycznia pułkownik Abdou Ndiaye złożył prezydentowi Gambii ultimatum, według którego, jeśli do północy 19 stycznia wybrany w ostatnich wyborach prezydent elekt Adama Barrow nie zostanie zaprzysiężony, armia Senegalu, wsparta przez kilka innych państw, wkroczy na terytorium Gambii.

## Interwencja
Wojska koalicji przekroczyły granicę po godz. 19.00. Działania poparła Wspólnota Gospodarcza Państw Afryki Zachodniej.
We wczesnych godzinach ofensywy w pobliżu granicznej wioski Kanilai, rodzinnego miasta Yahyi Jammeha, doszło do starć między siłami senegalskimi i MFDC, a Senegal podobno przejął kontrolę nad wioską. Senegal wstrzymał ofensywę, aby dać ostatnią szansę na mediację w kryzysie, a inwazję zaplanowano na południe 20 stycznia, jeśli Jammeh nadal będzie odmawiał zrzeczenia się władzy.
Jammeh jednak odmówił ustąpienia nawet po upływie terminu. Termin został przedłużony do 16:00 GMT, ale Jammeh dalej odmawiał. Prezydent Mauretanii Mohamed Ould Abdel Aziz, prezydent Gwinei Alpha Condé i regionalny szef ONZ Mohammed Ibn Chambas próbowali przekonać go do ustąpienia. W międzyczasie szef armii Gambii, generał Ousman Badjie, przyrzekł wierność Barrowowi i oświadczył, że armia Gambii nie będzie walczyć z ECOWAS. Barrow i senegalski urzędnik stwierdzili później, że Jammeh zgodził się ustąpić. W międzyczasie dyplomaci oświadczyli, że wojska senegalskie pozostaną rozmieszczone na granicy na wypadek, gdyby wycofał się z umowy. Później ogłoszono, że opuści kraj na wygnanie, a wkrótce potem ogłosił w telewizji państwowej, że ustępuje ze stanowiska.